# Onthophagus albicomus
Onthophagus albicomus là một loài bọ cánh cứng trong họ Bọ hung (Scarabaeidae).